# Beredningsutskott (kommunalstyrelse)
Beredningsutskott var enligt kungliga förordningen 21 mars 1862 om kommunalstyrelse i stad, en tillsatt styrelse med uppgift att utreda hos stadsfullmäktige väckta förslag innan de avgjordes och överlämna en rapport till drätselkammaren.
I de flesta svenska städer utsågs ett permanent beredningsutskott för att hantera dessa utredningar. Om ett visst antal fullmäktige så fordrade, skulle valet ske proportionellt. Vanligen var antalet ordinarie medlemmar 5 eller 7, antalet suppleanter 2 eller 3. Ibland medgavs rätt för stadsfullmäkiges ordförande, borgmästaren med flera att närvara och delta i utskottets förhandlingar. I vissa kommuner passerade även sådana ärenden som passerat drätselkammaren eller annan styrelse beredningsutskottet, i andra förberedde beredningsutskottet utan remiss vissa frågor. I Stockholm övertogs beredningsutskottets funktioner 1920 av stadskollegium.